# 莫科托夫監獄

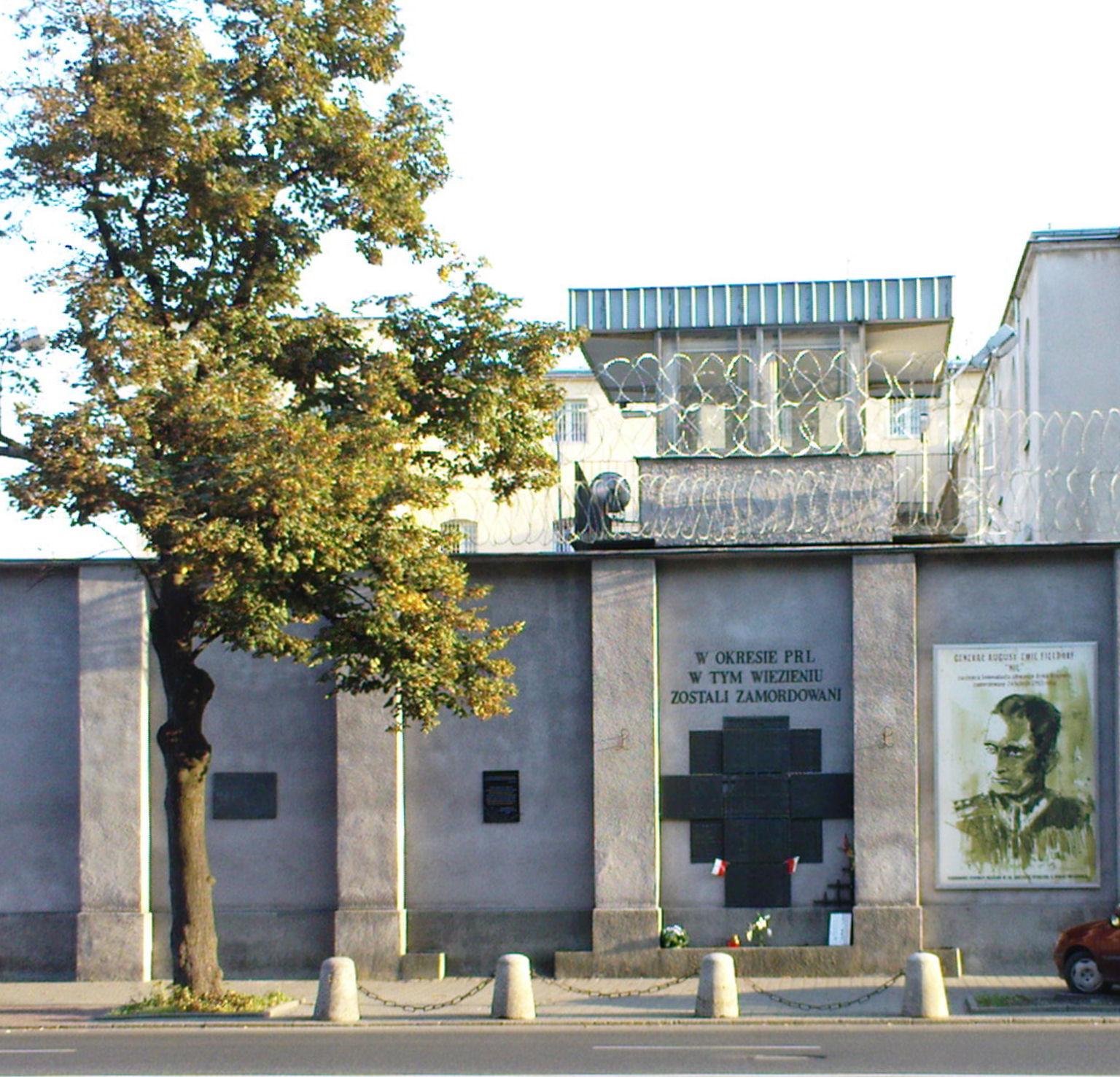
莫科托夫監獄

莫科托夫監獄是位於波兰华沙莫科托夫區的一座監獄，在纳粹德国占领期间以及后来的波蘭人民共和國期間，大量波兰異見人士和遊擊隊員被關在該監獄，還有不少人在該監獄被處決。 